# 泉谷和美
泉谷 和美（いずみや かずみ、1941年（昭和16年）9月3日 - ）は、日本の政治家。元北海道歌志内市長（2期）。旭日双光章受章。

## 経歴
北海道歌志内市出身。北海道歌志内高等学校卒業。1960年、歌志内市役所に入所。歌志内市石炭対策室主幹、産業振興課長、産炭地振興課長、企画振興課長などを経て、2000年に歌志内市助役に就任。
2004年の歌志内市長選挙で、河原敬の勇退に伴い立候補し、無投票で初当選を果たした。
2007年、市消防本部の職員が職権を乱用し、当直の職員に居酒屋まで送迎させた事件に関し、消防長を訓告処分に付した。
中空知広域市町村圏組合理事、社団法人北海道産炭地域振興センター理事などの要職を歴任した。

## 栄典
2017年秋の叙勲で地方自治功労により旭日双光章を受章。